# De ring van de koningsdochter
De ring van de koningsdochter is een sprookje uit de Nederlandse provincie Groningen.

## Het verhaal
De dochter van de koning die over heel Friesland heerst, verliest haar verlovingsring op zee. De koning looft een beloning uit, maar niemand vindt de ring. Dan maakt de koning bekend dat de vinder met zijn dochter mag trouwen en vele mensen gaan op zoek. Op een dag vangt een visser een zalm en zijn vrouw verkoopt deze aan een boertje, die niet goed wijs is volgens de mensen. Het boertje vindt de ring en gaat naar het hof. De man moet echter een derde van zijn beloning aan de hoveling bij de deur geven, anders wordt hij niet binnen gelaten.
Bij de tweede deur moet hij de helft beloven van zijn beloning en hij komt eindelijk bij de koning. De koning biedt hem vijfhonderd daalders, want de prinses is eigenlijk al aan iemand anders beloofd. Het boertje gaat akkoord met deze ruil, maar wil er vierhonderdvijftig stokslagen bij als beloning. Als de koning hoort wat er is gebeurd, laat hij zijn hovelingen uitbetalen en het boertje krijgt zijn geld mee naar huis. Hij is tevreden om vijfhonderd daalders voor een gouden ring te hebben gekregen en koopt een koe.

## Achtergronden
- Het sprookje heeft veel overeenkomsten met De goede ruil (KHM7).
- Er zijn veel sprookjes over (domme of arme) boeren, bijvoorbeeld Het boerke.
- Ook in Het vrouwtje van Stavoren wordt een ring gevonden in een vis.